# پروس (ناحیه)

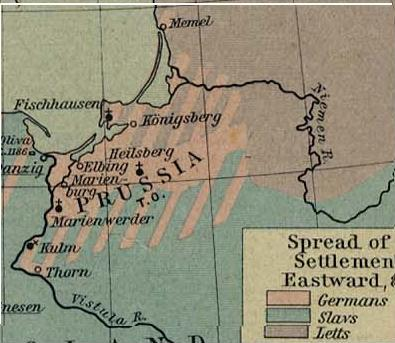
نقشه ناحیه پروس

پروس (پروسی باستان:Prūsa) منطقه‌ای تاریخی در اروپای مرکزی است که از ساحل جنوب شرقی دریای بالتیک تا منطقه دریاچه‌ای مازوری امتداد داشت. این ناحیه اکنون میان لهستان، روسیه و لیتوانی تقسیم گشته است. ناحیه سابق پروس در آلمان نیز نام خود را از این منطقه گرفته است.